# Francisco Miguel Narváez Machón
Francisco Miguel Narváez Machón (Jerez de la Frontera, 26 april 1972) – voetbalnaam Kiko – is een Spaans voormalig voetballer. Hij was gepositioneerd in de aanval en speelde het grootste gedeelte van zijn profloopbaan voor Atlético Madrid.

## Clubcarrière
Kiko begon als profvoetballer in 1991 bij Cádiz CF. In 1993 vertrok de aanvaller naar Atlético Madrid, waar hij acht seizoenen zou spelen. In Madrid won Kiko in 1996 de dubbel (landstitel en Copa del Rey). Na de degradatie van Atlético Madrid in 2000 naar de Segunda División A, bleef Kiko nog een seizoen bij de club. In 2001 moest hij van de omstreden voorzitter Jesús Gil y Gil vertrekken. Lazio Roma en Bolton Wanderers toonden interesse, maar haakten uiteindelijk toch af. Pas in januari 2002 vond Kiko een nieuwe club, Extremadura CF. Een half jaar later beëindigde de Spanjaard zijn carrière als profvoetballer.

## Interlandcarrière
Kiko speelde 26 interlands voor het nationaal elftal, waarin hij vijf doelpunten maakte. Hij debuteerde op 16 december 1992 tegen Letland. De aanvaller nam deel aan het EK 1996 en het WK 1998. Op dit laatste toernooi scoorde Kiko tweemaal tegen Bulgarije. Op 14 oktober 1998 speelde hij tegen Israël zijn laatste interland. Kiko behaalde verder met het Spaans olympisch elftal de gouden medaille op de Olympische Spelen 1992 in Barcelona.

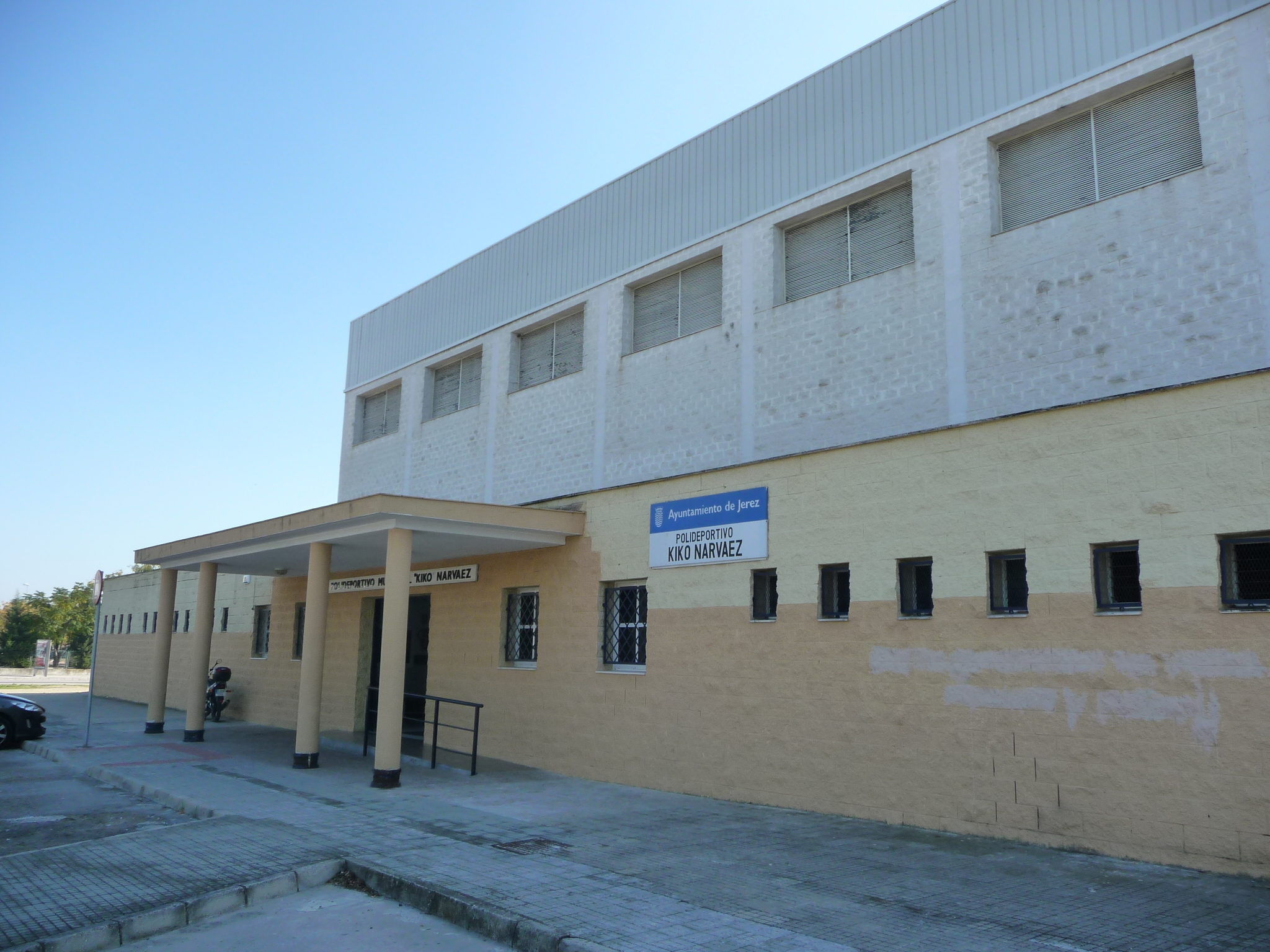
Een ziekenhuis dat vernoemd is naar Kiko

| Logo van de Olympische Spelen | Goud | Zilver | Brons | Logo van de Olympische Spelen |
|                               | 1    | 0      | 0     |                               |

1 Cañizares ·
2 Ferrer ·
3 Lasa ·
4 Solozábal ·
5 Juanma ·
6 Villabona ·
7 Amavisca ·
8 Enrique ·
9 Guardiola ·
10 Abelardo ·
11 Manjarín ·
12 Paqui ·
13 Jiménez ·
14 Vidal ·
15 Soler ·
16 Miguel · 
17 Berges ·
18 Pinilla ·
19 Kiko ·
20 Alfonso ·
Coach: Miera
1 Zubizarreta  ·
2 López ·
3 Belsué ·
4 Alkorta ·
5 Abelardo ·
6 Hierro ·
7 Amavisca ·
8 Guerrero ·
9 Pizzi ·
10 Donato ·
11 Alfonso ·
12 Sergi Barjuán ·
13 Cañizares ·
14 Kiko ·
15 Caminero ·
16 Otero ·
17 Manjarín ·
18 Amor ·
19 Salinas ·
20 Nadal ·
21 Enrique ·
22 Molina ·
Coach: Clemente
1 Zubizarreta  ·
2 Ferrer ·
3 Aranzábal ·
4 Alkorta ·
5 Abelardo ·
6 Hierro ·
7 Morientes ·
8 Guerrero · 
9 Pizzi ·
10 Raúl ·
11 Alfonso ·
12 Sergi Barjuán ·
13 Cañizares ·
14 Campo ·
15 Aguilera ·
16 Celades ·
17 Etxeberria ·
18 Amor ·
19 Kiko ·
20 Nadal ·
21 Enrique ·
22 Molina ·
Coach: Clemente